# Lista de reis visigodos
Lista de reis Godos e Visigodos, segundo Nicolas Lenglet-Dufresnoy

## Juízes dos Tervíngios
- 291 - Ariarico, por 41 anos
- 332 - Aorico, por 18 anos
- 350 - Geberico, por 15 anos
- 365 - Atanarico, por 11 anos
  - com Rocestes
- 376 - Alavivo, por menos de 1 ano
- 376 - Fritigerno, por cerca de 4 anos

## Reis dos Visigodos
- 382 - Alarico I, por 28 anos
- 411 - Ataulfo, por 4 anos
- 415 - Sigerico, por 7 dias
- 415 - Vália, por 5 anos. Em 418, ele destruiu os alanos
- 420 - Teodorico I, por 32 anos
- 451 - Torismundo, por 1 ano
- 452 - Teodorico II, por 13 anos
- 466 - Eurico, por 19 anos
- 484 - Alarico II, por 23 anos
- 507 - Gesaleico, por 4 anos
- 511 - Amalarico, por 25 anos
- 532 - Têudis, por 17 anos
- 548 - Teudiselo, por 1 ano
- 549 - Ágila I, por 3 anos
- 552 - Atanagildo, por 15 anos e seis meses
- 567 - Liúva I, por 2 anos
- 568 - Leovigildo, por 17 anos. Ele invadiu o reino dos suevos em 583
- 586 - Recaredo I, por 15 anos
- 601 - Liúva II, por 2 anos
- 603 - Viterico, por 7 anos
- 610 - Gundemaro, por 2 anos
- 612 - Sisebuto, por 9 anos
- 621 - Recaredo II, por 7 meses
- 621 - Suíntila, por 10 anos
- 631 - Sisenando, por 5 anos
- 636 - Quintila, por 3 anos e oito meses
- 640 - Tulga, por 2 anos e quatro meses
- 642 - Quindasvinto, por 6 anos; a partir de 649, os reis dos godos e dos Suevos são os mesmos[1]
- 649 - Recesvinto, por 23 anos e 7 meses.
- 672 - Vamba, por 8 anos
  - 673 - Paulo, por menos de 1 ano
- 680 - Ervígio, por 7 anos
- 687 - Égica, por 13 anos
- 700 - Vitiza, por 10 anos, destronado por Rodrigo (Roderico) em 710
- 710 - Rodrigo, por 1 ano
- 710 - Ágila II, por 3 anos
- 713 - Ardão, por 7 anos